# Vrujci

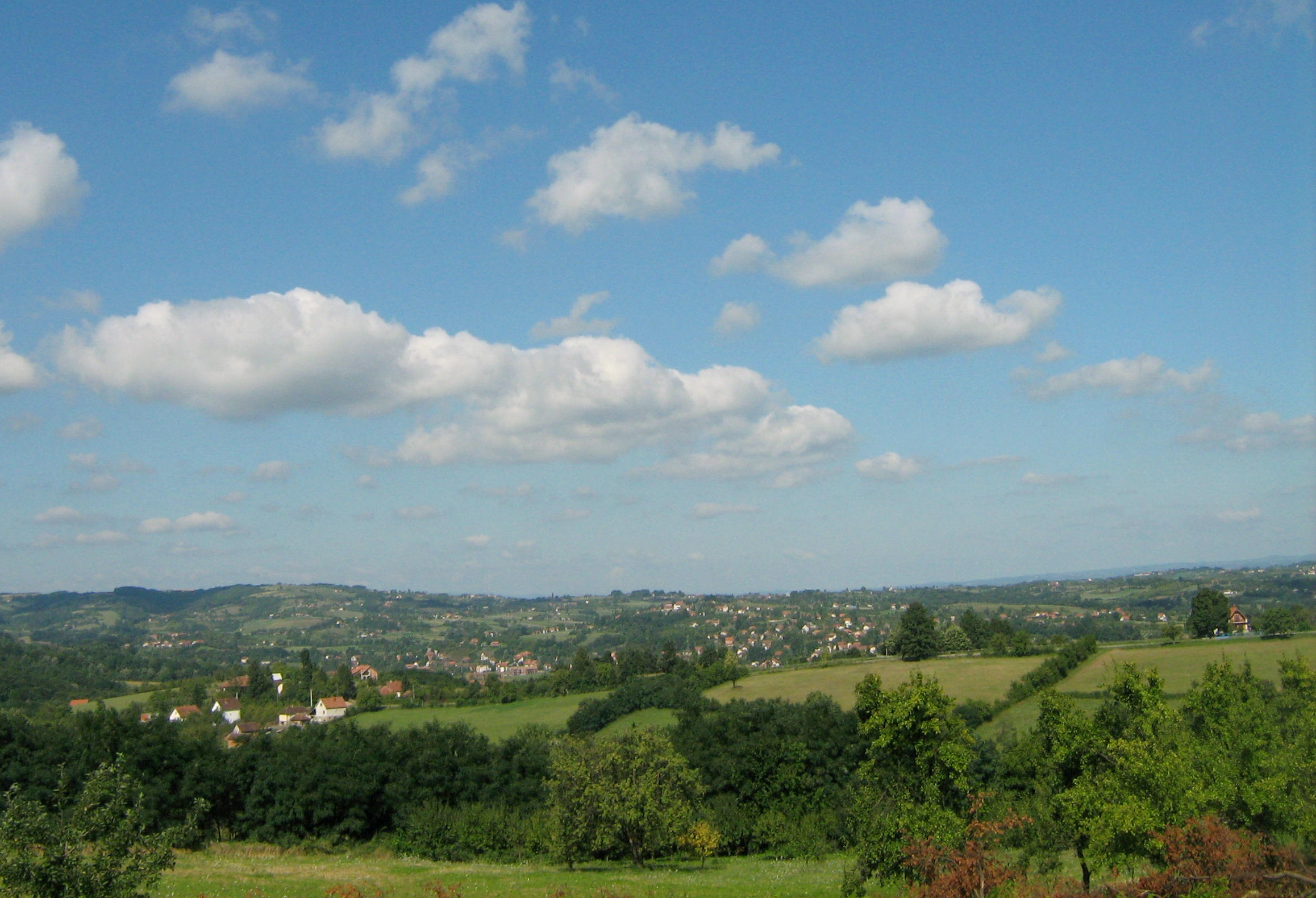
Banja Vrujci

Der Badekurort Vrujci ist ein Kurort mit etwa 130 Einwohnern im nordwestlichen Teil von Serbien, an der Nordunterseite des Berges Suvobor und in der Senke des Flusses Toplica. Das Mineralwasser ist die Quelle für VodaVoda, ein populäres Mineralwasser in Serbien.
Koordinaten: 44° 14′ N, 20° 10′ O